# سیارک ۲۷۱۹۲
سیارک ۲۷۱۹۲ (به انگلیسی: 27192 Selenali، نامگذاری:1999CR59)۲۷۱۹۲مین سیارک کشف شده‌است که در ۱۲ فوریه ۱۹۹۹ کشف شد.